# 二十六年式拳銃実包
二十六年式拳銃実包（にじゅうろくねんしきけんじゅうじっぽう）は、日本陸軍が使用した二十六年式拳銃専用の弾薬である。1894年（明治27年）3月29日、二十六年式拳銃が制式制定され、弾薬も同年3月に制定された。

## 構造
弾丸、蝋塞、紙塞、雷管、薬莢、装薬から構成される。本実包の全長は30.5mm、全幅11.2mm、重量は13.50gである。
薬莢は黄銅第二号を用いた起縁式である。全長22mm、後端幅11.2mm、前端幅9.5mmで内径は9mmである。後端に雷管室が設けられており、この中央に小さな突起部があった。撃針が雷管を叩いた際、この突起が雷管を支持して発火を確実にした。火は雷管室の二カ所の穴を通って装薬に点火する。防錆のため薬莢内部にはセラックワニスを塗布した。装薬には小銃薬0.6gを使用した。
薬莢後端の雷管室に雷管がはめ込まれる。雷管は黄銅第二号で作られている。内部に爆粉として雷汞0.01gが収められ、これを錫の蓋板で密閉した。防錆のため、雷管内部にもセラックワニスを塗布した。後に、爆粉の発火力が強く、雷管が薬莢の尻から突出し、弾倉の回転を妨げたため、雷汞の量が0.007gに減装された。
弾丸は純鉛で全長16mm、中径9mm、重量は9.8gである。
弾丸と装薬を隔てる詰め物として紙塞2枚と蝋塞1枚を用いた。紙塞は黄色の厚洋紙でできており、厚さ0.5mmである。蝋塞は厚さ2mmの黄蝋である。この紙塞で蝋塞を挟んだものを、弾丸と装薬の間に挟んだ。

## 性能
二十六年式拳銃から発射した場合、銃口での初速150 m/s（百五十米）、銃口エネルギーは107 J（十一瓩米×9.80665ジュール=107.87315ジュール）、有効射程（実用最大距離）は100 m（最大射程は約1,000 m）である。二十六年式拳銃実包の銃口エネルギーは、.32ACP弾を下回るほどのでストッピングパワーである。
1922年（大正11年）7月、伊良湖射場において射撃試験が行なわれた。実包の初速、弾道、威力が測定された。結果、初速は150m/sであった。半数必中界は、射程30mで上下9.3cm、左右6.9cm、射程50mで上下15.5cmと左右11.5cm、100mでは上下31cmと左右21cmだった。最大射程は1,000mだが、実用最大射程は100mである。100m以下における侵徹量を示す。
- 新聞紙 25mm。
- 杉板 30mm。
- 砂 300mm。
- 鉄板 効力なし。弾丸は潰れ、マッシュルーミング（原文では「扁平ナル菊花状トナル」）を呈した[6]。

## 弾種と価格
1939年（昭和14年）8月、二十六年式拳銃実包を、紙箱つきで10000発生産したときの臨時予定価格は272円だった。
他に二十六年式拳銃空包がある。これは明治29年10月に完成した。

## 現在
二十六年式拳銃実包は欧米では9mm ジャパニーズ リボルバーの名称で知られており、二十六式回転拳銃の一部が戦後米国の拳銃市場に出回った事により、現在でもごく少数ながらも需要は存在し続けている。2000年代初め頃まで、カナダのOld Western Scrounger社などの小規模なガンショップの手掛ける実包が製造されていたが、現在では製造を終了しており、コレクター達は専ら市場在庫やハンドロードなどにより実包を入手している。新品の9mm弾頭と薬莢は注文生産を手掛ける零細の製造者により供給が行われている。